# Ирша (Житомирская область)
Ирша (укр. Ірша) — село на Украине, в Радомышльском районе Житомирской области. Административный центр Иршанского сельского совета, в который входит также село Вырва.
В 2 км южнее села протекает река Вырва.
Код КОАТУУ — 1825084301. Население по переписи 2001 года составляет 542 человека. Почтовый индекс — 12211. Телефонный код — 4132. Занимает площадь 0,427 км².

## Адрес местного совета
12211, Житомирская область, Радомышльский район, село Ирша, ул. Ленина, 1